# Stojan Župljanin
Stojan Župljanin (serbisch-kyrillisch Стојан Жупљанин; * 28. September 1951 in Maslovar, Jugoslawien) ist ein ehemaliger bosnischer Polizeichef und verurteilter Kriegsverbrecher.
Als Polizeichef der bosnischen Serben während des Bosnienkrieges hatte er die Aufsicht und Kontrolle über die Polizeitruppen, die für die Gefangenenlager zuständig waren. Es wird vermutet, dass er eine wichtige Rolle bei der Zerstörung bosniakischer und kroatischer Dörfer in der Bosanska Krajina spielte. Er wurde seit 1999 als Kriegsverbrecher wegen Völkermords, Verbrechen gegen die Menschlichkeit und anderer Kriegsverbrechen vom Internationalen Strafgerichtshof für das ehemalige Jugoslawien gesucht. Župljanin war Mitarbeiter von Radovan Karadžić, der 2019 zu lebenslanger Haft verurteilt wurde.
Am 11. Juni 2008 wurde Župljanin in der Nähe von Belgrad von Sondereinheiten der Polizei und des Geheimdienstes verhaftet. Im Anschluss wurde er zunächst an das Kriegsverbrechertribunal nach Belgrad überstellt. Zehn Tage nach seiner Verhaftung wurde Župljanin an den Internationalen Strafgerichtshof in Den Haag ausgeliefert.
Am 27. März 2013 wurde er in Den Haag schuldig gesprochen und zu 22 Jahren Haft verurteilt.